# Saint-Sigismond, Vendée
Saint-Sigismond är en kommun i departementet Vendée i regionen Pays de la Loire i västra Frankrike. Kommunen ligger i kantonen Maillezais som tillhör arrondissementet Fontenay-le-Comte. År 2022 hade Saint-Sigismond 424 invånare.

## Befolkningsutveckling
Antalet invånare i kommunen Saint-Sigismond
| Referens: INSEE |